# 相生山病院
相生山病院（あいおいやまびょういん）は、愛知県名古屋市緑区藤塚にある病院である。

## 概要
内科、呼吸器内科、循環器内科、消化器内科、リハビリテーション科の他、救急外来も受け付けており、輪番制で二次救急病院に指定されている。名古屋市に位置するが豊明市、愛知郡東郷町との境にも近く、これらからの患者も少なくない。病院には老人保健施設が2ヶ所隣接している。

## 沿革
- 1953年（昭和28年） - 野並にて野並診療所として開業[1]。（天白町大字野並相生28-1018）
- 1956年（昭和31年） - 相生山病院と改称[1]。
- 1975年（昭和50年） - 医療法人清水会を設立し、経営母体となる[1]。
- 1983年（昭和58年） - 救急指定病院の告示を受ける[1]。
- 2000年（平成12年） - 現在地へ移転[1]。

## 診療科
- 内科
- 呼吸器内科
- 循環器内科
- 消化器内科
- リハビリテーション科
- 救急外来

## アクセス
- 名古屋市営地下鉄桜通線 徳重駅より名古屋市営バス 徳重12号系統または名鉄バスに乗り、「神の倉」バス停で下車、徒歩で約15分。
- 名古屋市営地下鉄桜通線 徳重駅より名古屋市営バス 徳重巡回系統に乗り、「藤塚一丁目」バス停で下車、徒歩で約8分。
- 名古屋市営地下鉄桜通線 徳重駅より名古屋市営バス 徳重12号系統または名鉄バスに乗り、「白土南」バス停で下車、徒歩で約15分。
- 名古屋市営地下鉄鶴舞線 赤池駅または名鉄名古屋本線 前後駅より名鉄バスに乗り、「相生山病院北」バス停で下車、徒歩で約5分。